# Happy Few
Ne doit pas être confondu avec To the Happy Few.
Pour plus de détails, voir Fiche technique et Distribution.
Happy Few est un film français réalisé par Antony Cordier, sorti en 2010.

## Synopsis
Qu'est-ce qu'une histoire d'amour d'adultes ? Deux couples, entre la trentaine et la quarantaine, se rencontrent et s'aiment. Ils se perdent dans la confusion puis essaient d'en sortir.
Rachel travaille dans une boutique de bijoux. Lorsqu’elle rencontre Vincent à l’atelier, elle est séduite par son franc-parler et décide d’organiser un dîner avec leurs conjoints respectifs, Franck et Teri. Les deux couples ont à peine le temps de devenir amis qu’ils tombent presque aussitôt amoureux. Sans l’avoir cherché, spontanément, les nouveaux amants deviennent inséparables. Ils avancent à l’aveugle dans leur passion, sans règle et sans mensonge. Ils gardent le secret devant les enfants et tout continue, presque comme avant. Mais ce qui les lie les uns aux autres est tellement fort que la confusion s’installe. Les sentiments s’emmêlent et les questions sont de plus en plus cruelles.

## Fiche technique
- Réalisation : Antony Cordier
- Assistante de réalisation : Valérie Roucher
- Scénario : Antony Cordier avec la collaboration de Julie Peyr
- Photographie : Nicolas Gaurin
- Montage : Christel Dewynter
- Musique : Frédéric Verrières (originale), Fréhel (Où sont-ils ?), Art Mengo (Heures érogènes), Vivaldi (Stabat mater)
- Décors : Marie Cheminal
- Costumes : Isabelle Pannetier
- Maquillage : Catherine Bruchon
- Direction de production : Isabelle Tillou
- Son : Cyril Moisson
- Mixage : Cyril Holtz
- Producteurs : Sébastien K. Lemercier, Pascal Caucheteux
- Sociétés de productions: Why Not Productions, France 2 Cinéma
- Participation à la production : Canal+, Wild Bunch, CNC, Région Île-de-France
- Sociétés de distribution : Le Pacte (France), Wild Bunch (ventes internationales)
- Pays :  France
- Durée : 103 minutes
- Lieux de tournage : Montreuil, Seine-Saint-Denis
- Date de sortie : 15 septembre 2010 (France)

## Distribution
- Marina Foïs : Rachel
- Élodie Bouchez : Teri
- Roschdy Zem : Franck
- Nicolas Duvauchelle : Vincent
- Jean-François Stévenin : Le père de Rachel
- Alexia Stresi : Diane
- Blanche Gardin : La sœur de Rachel

## Distinctions
- Sélection Officielle, en Compétition, à la Mostra de Venise 2010
- Étoile d'or du cinéma français du Meilleur Producteur